# Occidental College
Occidental College es una pequeña universidad privada mixta, de artes liberales, ubicada en Los Ángeles, California. Fundada en 1887, Occidental College, u Oxy, llamada así por los estudiantes y el alumnado, es una de las universidades de artes liberales más antiguas en la costa oeste estadounidense. Occidental se caracteriza por su combinación de rigurosos programas académicos, un pequeño pero diverso cuerpo estudiantil, y los recursos de una de las principales ciudades del mundo. Adquirió una mayor atención a través del presidente Barack Obama (de la clase 1983), que asistió a la universidad por dos años antes de transferirse a la Universidad de Columbia.

## El nacimiento de Occidental College
Occidental College fue fundada el 20 de abril de 1887, por un grupo de clero y laicos presbiterianos. El primer trimestre de la universidad inició un año después con 27 varones y 13 mujeres, y la matrícula fue de 50 dólares al año. Inicialmente se encontraba en Boyle Heights, pero la universidad se trasladó a un nuevo campus en el barrio Highland Park en Los Ángeles en 1898. A pesar de la fuerte presencia presbiteriana en su campus, Occidental cortó sus lazos con la Iglesia en 1910. En 1912, la escuela inició la construcción de un nuevo campus ubicado en el vecindario Eagle Rock de Los Ángeles. El campus de Eagle Rock iba a ser diseñado por el arquitecto californiano Myron Hunt. Ese mismo año, el presidente de Occidental John Willis Baer anunció la decisión de los fideicomisarios para convertir a Oxy en una institución de solo para hombres. Sin embargo, los estudiantes protestaron, y la idea fue abandonada.

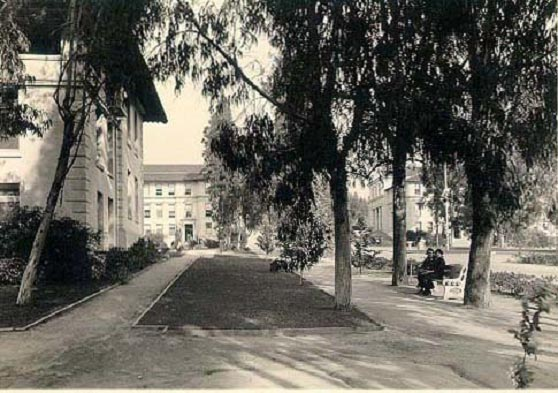
Occidental College en los años 1920.